# David Leland
David Leland (Cambridge, 1941. április 20. – ?, 2023. december 24.) BAFTA-, Grammy- és Primetime Emmy-díjas angol filmrendező, forgatókönyvíró és színész.

## Élete és pályafutása
A Central School of Speech and Drama hallgatójaként színészetet tanult. Az 1960-as évektől színészként kezdte pályafutását.
1986-ban Neil Jordannel közösen írta a Jordan rendezésében készült Mona Lisa című filmet, a következő évben Golden Globe-jelölést szerezve. Filmrendezőként 1987-ben debütált Bárcsak itt lennél című vígjáték-drámájával. A filmmel – legjobb eredeti forgatókönyv kategóriában – BAFTA-díjat vehetett át. 
2002-ben Az elit alakulat című sorozat egyik rendezőjeként nyert Primetime Emmy-díjat. 2003-ban jelent meg a George Harrison emlékére az előző évben megtartott, hasonló nevű koncert alapján készült Concert for George című zenés dokumentumfilmje. A film rendezőjeként Grammy-díjat nyert.
2012-től a Borgiák rendezője, forgatókönyvírója és vezető producere volt.

## Magánélete és halála
Házasságából négy lánya és egy fia született.
2023. december 24-én, 82 évesen hunyt el.

## Filmográfia

### Film

#### Rendező és író
| Év   | Magyar cím                            | Eredeti cím         | Feladatkör | Feladatkör |
| Év   | Magyar cím                            | Eredeti cím         | Rendező    | Író        |
| ---- | ------------------------------------- | ------------------- | ---------- | ---------- |
| 1986 | Mona Lisa                             | Mona Lisa           | Nem        | Igen       |
| 1987 |                                       | Personal Services   | Nem        | Igen       |
| 1987 | Bárcsak itt lennél                    | Wish You Were Here  | Igen       | Igen       |
| 1988 | Nehéz eset                            | Checking Out        | Igen       | Nem        |
| 1990 | A nagy ember                          | The Big Man         | Igen       | Nem        |
| 1998 | Három nő háborúban és szerelemben     | The Land Girls      | Igen       | Igen       |
| 1999 | Felcserélt szerepek (Álarcos komédia) | The White River Kid | Nem        | Igen       |
| 2003 |                                       | Concert for George  | Igen       | Igen       |
| 2007 | Szűzlányok ajándéka                   | Virgin Territory    | Igen       | Igen       |

#### Színész
| Év   | Magyar cím                            | Eredeti cím                 | Szerep                        | Megjegyzések                   |
| ---- | ------------------------------------- | --------------------------- | ----------------------------- | ------------------------------ |
| 1970 |                                       | 1917                        | Felix, a szakács              | rövidfilm                      |
| 1970 | Julius Caesar                         | Julius Caesar               | plebejus                      |                                |
| 1970 |                                       | Underground                 | Paul                          |                                |
| 1970 | A sebhelyes Drakula                   | Scars of Dracula            | rendőrtiszt                   |                                |
| 1971 |                                       | One Brief Summer            | Peter                         |                                |
| 1972 | A hamelni patkányfogó                 | The Pied Piper              | rendőrtiszt                   |                                |
| 1973 | Gawain és a Zöld lovag                | Gawain and the Green Knight | Humphrey                      | magyar hangja Tahi Tóth László |
| 1981 | Időbanditák                           | Time Bandits                | bábos                         |                                |
| 1982 | A misszionárius                       | The Missionary              | hosszú hajú férfi a palotában |                                |
| 1987 |                                       | Personal Services           | Mr. Pilkington / Danielle     |                                |
| 1996 | Ha eljön a szombat                    | When Saturday Comes         | pap                           |                                |
| 1999 | Felcserélt szerepek (Álarcos komédia) | The White River Kid         | boltos                        |                                |
| 2007 | Szűzlányok ajándéka                   | Virgin Territory            | Ricciardo                     |                                |

### Televízió

#### Rendező és író
| Év        | Magyar cím       | Eredeti cím                          | Feladatkör | Feladatkör | Megjegyzések                         |
| Év        | Magyar cím       | Eredeti cím                          | Rendező    | Író        | Megjegyzések                         |
| --------- | ---------------- | ------------------------------------ | ---------- | ---------- | ------------------------------------ |
| 1981      |                  | Play for Today                       | Nem        | Igen       | 2 epizód                             |
| 1983      |                  | Birth of a Nation                    | Nem        | Igen       | tévéfilm                             |
| 1983      |                  | Flying Into the Wind                 | Nem        | Igen       | tévéfilm                             |
| 1983      |                  | R.H.I.N.O.; Really Here in Name Only | Nem        | Igen       | tévéfilm                             |
| 1983      |                  | Made in Britain                      | Nem        | Igen       | tévéfilm                             |
| 1985      |                  | Arena                                | Nem        | Igen       | 1 epizód                             |
| 2001      | Az elit alakulat | Band of Brothers                     | Igen       | Nem        | minisorozat (1 epizód)               |
| 2012–2013 | Borgiák          | The Borgias                          | Igen       | Igen       | 4 epizód vezető producer (10 epizód) |

#### Színész
| Év   | Magyar cím                      | Eredeti cím                           | Szerep            | Megjegyzések           |
| ---- | ------------------------------- | ------------------------------------- | ----------------- | ---------------------- |
| 1966 |                                 | Four People                           | ifjú              | minisorozat (1 epizód) |
| 1967 |                                 | Sat'day While Sunday                  | Darby             | 2 epizód               |
| 1968 |                                 | The Queen Street Gang                 | Franco            | 5 epizód               |
| 1968 |                                 | Sherlock Holmes                       | Dr. Mortimer      | 1 epizód               |
| 1969 |                                 | Callan                                | Marcel Latour     | 1 epizód               |
| 1969 |                                 | Big Breadwinner Hog                   | Grange            | 8 epizód               |
| 1969 |                                 | Parkin's Patch                        | Mckay             | 1 epizód               |
| 1971 |                                 | The Last of the Mohicans              | David Gamut       | minisorozat (7 epizód) |
| 1972 |                                 | Van der Valk                          | Madame Arthur     | 1 epizód               |
| 1973 |                                 | Barlow at Large                       | Acott             | 1 epizód               |
| 1973 |                                 | BBC Play of the Month                 | Nemov             | 1 epizód               |
| 1978 |                                 | Warrior Queen                         | Agricola          | 3 epizód               |
| 1978 |                                 | The Devil's Crown                     | Peter of Capus    | 1 epizód               |
| 1978 | Célpont                         | Target                                | Murray            | 1 epizód               |
| 1979 | Kalandos történetek             | Ripping Yarns                         | futballmenendzser | 1 epizód               |
| 1980 |                                 | Bull Week                             | Ferguson          | minisorozat (6 epizód) |
| 1981 | Galaxis útikalauz stopposoknak  | The Hitch Hiker's Guide to the Galaxy | Majikthise        | 1 epizód               |
| 1981 |                                 | Miss Morison's Ghosts                 | Dr. John Quayle   | tévéfilm               |
| 1984 | A korona ékköve                 | The Jewel in the Crown                | Purvis kapitány   | minisorozat (1 epizód) |
| 1985 |                                 | Arena                                 | sofőr             | 1 epizód               |
| 1992 | Az ifjú Indiana Jones kalandjai | The Young Indiana Jones Chronicles    | jelmeztervező     | 1 epizód               |

## Fordítás
- Ez a szócikk részben vagy egészben  a   David Leland című angol Wikipédia-szócikk ezen változatának fordításán alapul.  Az eredeti cikk szerkesztőit annak laptörténete sorolja fel. Ez a jelzés csupán a megfogalmazás eredetét és a szerzői jogokat jelzi, nem szolgál a cikkben szereplő információk forrásmegjelöléseként.